# ブラーフマナ
ブラーフマナ（サンスクリット: ब्राह्मण brāhmaṇa）は、ヴェーダのシュルティ（天啓文書）のうちの一つ。サンスクリットの古語であるヴェーダ語で書かれ、ブラーフマナ時代（およそ紀元前900年 - 紀元前500年の間）にそれぞれ成立したとみられる文書群である。祭儀書、梵書とも表現される。
ブラーフマナ とは、ブラフマンの派生形容詞、転じて名詞で「ブラフマンに属する（もの)」を意味する。

## 概要
ヴェーダのサンヒターが韻文で書かれているのに対して、ブラーフマナは散文で書かれ、ヴェーダの供犠に関する知識と、祭儀の意義を解説している:53。

## 分類
4つのヴェーダ聖典はそれぞれ関連するブラーフマナを持ち、さらに学派（シャーカー）ごとにブラーフマナを持つことがある:189。
- リグ・ヴェーダには2つのブラーフマナがある。
  - アイタレーヤ・ブラーフマナ（英語版） (Aitareya-Brāhmaṇa, AB) - 40章から構成される。
  - カウシータキ・ブラーフマナ (Kauṣītaki-Brāḥmaṇa, KS) - 30章から構成される。
- サーマ・ヴェーダ
  - パンチャヴィンシャ・ブラーフマナ (Pañcaviṃśa-Brāhmaṇa, PB) - 25巻から構成される。
  - シャドヴィンシャ・ブラーフマナ (Ṣadviṃśa-Brāhmaṇa, SadvB) - パンチャヴィンシャ・ブラーフマナに対する追加第26巻。
  - ジャイミニーヤ・ブラーフマナ (Jaiminīya-Brāhmaṇa, JB) - もっとも古いブラーフマナとされる。
- 黒ヤジュル・ヴェーダ: サンヒター(ヴェーダ本文)の中にブラーフマナ相当部分が附属している。ただし、タイッティリーヤ派はサンヒター中のブラーフマナに対する追加としてタイッティリーヤ・ブラーフマナ (Taittirīya-Brāhmaṇa, TB) を加えた。
- 白ヤジュル・ヴェーダ: ブラーフマナ文献中でもっとも重要とされるシャタパタ・ブラーフマナ（Śatapatha-Brāhmaṇa, 100章から構成される）がこの聖典に属する[1]:192-194。
  - マーディヤンディナ派のシャタパタ・ブラーフマナ (ShB)
  - カーンヴァ派のシャタパタ・ブラーフマナ (ShBK)

アタルヴァ・ヴェーダに関しても一応ゴーパタ・ブラーフマナ (Gopatha-Brāhmaṇa) という「ブラーフマナ」と名のついた文献はあるが、内容的にはブラーフマナではなく、新しい時代の文献である:189-190。